# Ено
Ено́ (фр. Hainaut фр.: [ɛno] нід. Henegouwen [ˈɦeːnəɣʌu.ə(n)] ( прослухати); валлон. Hinnot; пік. Hénau) — одна з десяти провінцій Бельгії і одна з п'яти валлонських провінцій. Межує з Західною Фландрією, Східною Фландрією, Фламандським Брабантом, Валлонським Брабантом, провінцією Намюр та Францією. Столиця — Монс. Складається з 69-ти муніципалітетів.
Нідерландська назва Геннегау часто зустрічається в історичній літературі.

## Основні дані
- Площа: 3787 км²
- Найбільші річки: Шельда, Дандр, Самбра
- Населення: 1.286.275 (станом на 1 січня 2005)

## Найбільші міста
Міста з населенням понад 30 тисяч осіб:
| Назва міста | Населення, осіб (2008) |
| ----------- | ---------------------- |
| Шарлеруа    | 201593                 |
| Монс        | 91152                  |
| Ла-Лув'єр   | 77616                  |
| Турне       | 68193                  |
| Мускрон     | 53760                  |
| Шатле       | 35755                  |
| Бенш        | 32675                  |
| Курсель     | 30034                  |